# Densitat de força
La densitat de força o força volumètrica és un camp vectorial que caracteritza les forces màssiques i d'altres tipus en un mitjà continu. En mecànica de fluids la densitat de força està associada a la pressió i la viscositat.
Matemàticament la densitat de força f està relacionada amb la divergència del Tensor tensió mitjançant la relació:{\displaystyle \scriptstyle \mathbf {f} }
O en components:
La densitat de força també intervé en la següent equació de balanç deduïble de l'anterior relació:
{\displaystyle \mathbf {f} ={\mbox{div}}\ \mathbf {T} =\nabla \cdot \mathbf {T} }

La densitat de força o força volumètrica és un camp vectorial que caracteritza les forces màssiques i d'altres tipus en un mitjà continu. En mecànica de fluids la densitat de força està associada a la pressió i la viscositat.
Matemàticament la densitat de força f està relacionada amb la divergència del Tensor tensió mitjançant la relació:
{\displaystyle \mathbf {f} ={\mbox{div}}\ \mathbf {T} =\nabla \cdot \mathbf {T} }{\displaystyle \mathbf {f} ={\mbox{div}}\ \mathbf {T} =\nabla \cdot \mathbf {T} }
O en components:
{\displaystyle f^{i}=\sum _{k}{\frac {\partial T^{ik}}{\partial x^{k}}}}
La densitat de força també intervé en la següent equació de balanç deduïble de l'anterior relació:
{\displaystyle \int _{A}\mathbf {f} (x)\ dV+\int _{\partial A}\mathbf {t} (x,\mathbf {n} )\ dS=0}{\displaystyle \int _{A}\mathbf {f} (x)\ dV+\int _{\partial A}\mathbf {t} (x,\mathbf {n} )\ dS=0}
A on:
{\displaystyle A\subset \Omega \subset \mathbb {R} ^{3}} {\displaystyle A\subset \Omega \subset R^{3}}és una regió interior del domini del mitjà continu.
{\displaystyle \mathbf {t} (x,\mathbf {n} )} és el vector tensió, en el punt x.
{\displaystyle \mathbf {n} } és el vector tensió, en el punt x.